# 分形

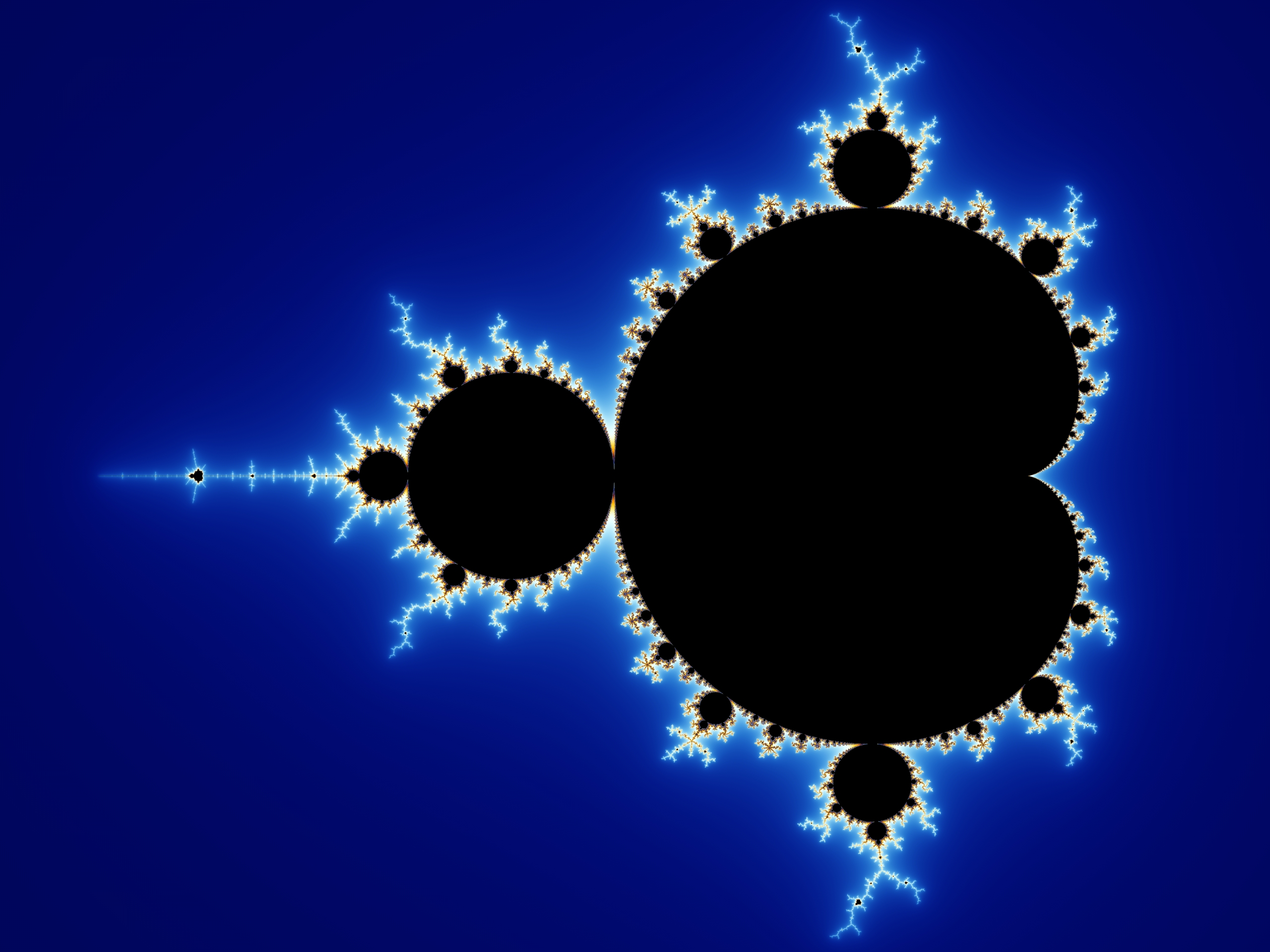
曼德博集合

曼德博集合的放大图

分形（有「零碎」、「破裂」之意），又稱碎形、殘形，通常被定義為「一個粗糙或零碎的幾何形狀，可以分成數個部分，且每一部分都（至少近似地）是整體縮小後的形狀」，即具有自相似的性質。分形在数学中是一种抽象的物体，用于描述自然界中存在的事物。人工分形通常在放大后能展现出相似的形状。分形也被称为扩展对称或展开对称。如果在每次放大后，形状的重复是完全相同的，这被称为自相似。自相似的一个例子是门格海绵。分形在不同的缩放级别上可以是近似相似的。曼德博集合的放大图像中显示了这种模式。分形也包有图像的细节重复自身的意味。
分形与其他幾何圖形相似但又有所不同。当缩放一个图形时，就能看出分形和其他几何图形的区别。将一个多边形的边长加倍，它的面积变为原来的四倍。新的边长与旧边长相比增加了2倍，而面积增加了4倍，即{\displaystyle 2^{2}}倍。平面内的多边形在二维空间中，指数2刚好是多边形所在的二维空间的维数。类似的，对于三维空间中的球，如果它的半径加倍，则它的体积变为原来的8倍，即{\displaystyle 2^{3}}倍，指数3依旧是球所在空间的维数。如果将分形的一维长度加倍，如将康托三分集的初始线段长加倍，分形空间的内容变为{\displaystyle 2^{n}}倍，此时n不一定是个整数。幂指数n称为分形的维数，它通常大于分形的拓撲維數。
作为一个数学函数，分形通常是处处不可微的。无穷分形曲线可以理解为一条一维的曲线在空间中绕行，它的拓撲維數仍然是1，但大于1的分形维数暗示了它也有类似曲面的性质。

迭代到第六级的谢尔宾斯基地毯，其拓撲維數为2，而分形维数豪斯多夫维数为1.893

我们可以从这些年来正式发表的文献中追踪分形概念的发展史。从17世纪有了递归的概念开始，到19世纪，伯納德·波爾查諾、波恩哈德·黎曼和卡尔·魏尔斯特拉斯对连续不可微函数开创性的研究，这些严谨的数学概念推动着分形的发展。20世纪时，人们创造了分形这个词，随之而来的是人们对分形和计算机建模和兴趣的迅速增长。1975年本華·曼德博首次提出“分形(fractal)”这个术语。分形的拉丁文词源frāctus有“破坏”、“破碎”的意思，曼德博将分形的概念从理论分形维数拓展到自然界中的几何图形:405。
一個數學意義上分形的生成是基於一個不斷迭代的方程式，即一種基於遞歸的反饋系統。分形有幾種類型，可以分別依據表現出的精確自相似性、半自相似性和統計自相似性來定義。权威学者们对分形的精确定义仍有争论。曼德博自己将分形总结为：“美丽、（研究起来）极其困难但又非常的有用，这就是分形”。1982年曼德博提出了更正式的定义：“分形是一种其豪斯多夫维数严格大于拓撲維數的集合”。后来他认为这种定义过于严格，于是简化并扩展了这个定义：“分形是由与整体在某些方面相似的部分构成的图形。”。又过了一段时间，曼德博决定使用以下方式来描述分形：“...在研究和使用分形时，不需要迂腐的定义。用分形维数作为描述各种不同分形的通用术语。”
通常认为，理论分形是无限迭代、自相似的、具有分形维数的详细数学结构。人们创造了许多分形图形并进行了充分的研究。分形并不限于几何图形，它也可以描述时间序列。雖然分形是一個數學構造，它們同樣可以在自然界中被找到，這使得它們被劃入藝術作品的範疇。分形在醫學、土力學、地震学和技术分析中都有应用。在自然、技术、艺术、建筑和法律等领域，人们对图形、结构和音频中不同程度自相似的分形图形进行了研究，并反过来利用分形理论取生成图形、结构和音频。分形和混沌理论密切相关，因为混沌过程的图形大多数都是分形。

## 简介

要做出科赫雪花，將正三角形每邊中央三分之一的線段以一對同長的線段取代，形成一個等腰的「凸角」。再對上一步驟所形成的每一邊做同樣的動作。每一次迭代，總長度增加三分之一。科赫雪花即是無限次迭代的結果，有無限長的周長，但其面積還是有限的。因此，科赫雪花和其他相似構造有時會被稱為「怪獸曲線」

和数学家们相比，分形一词对大众来说含义不尽相同。相对于数学概念来说，大众可能更熟悉分形艺术。即使是对数学家来说分形也很难定义，但只要一点点数学背景就可以理解分形的核心特征。
分形的“自我相似”的特征很容易通过类比来理解，就像用镜头或其他设备放大数字图像，从而发现以前不可见的、更精细的新结构。如果你放大一个分形的图像，则不会出现新的细节；图像没什么变化，相似的图案一遍又一遍的重复出现。对于有些分形几乎完全一样的图像会不断地重复。自我相似的特征并非反直觉的。人们在生活中也能看到自我相似的现象，例如：两面平行的镜子间的无限重复、山上庙里老和尚的故事里的山......分形的不同之处在于重复的图案一定有详细的细节:166; 18。
细节性的概念和分形的另一个特征——分形维数有关。分形维数不需要数学背景，也很容易理解：分形的分形维数大于它的拓扑维数，通过将分形尺度与普通的几何形状相比较，我们便能感受到他们的差别。举个例子，通常认为直线是是一维的，如果直线被分为三部分，每部分都是原来的1/3长，你会得到相等的三部分。相比之下，科赫雪花的拓扑维数是1，和普通的直线一样，但它的分形维数大于1，因为它有很多的细节。雪花曲线被分为原长的1/3，得到的是4条原始雪花曲线重组组合的结果。这种与众不同的关系是分形维数的基础。
这也引出了第三个特征：分形在数学上是处处不可微的。具体的说，这意味着分形不能用传统的方法测量。测量非分形曲线，如波浪曲线的长度，只要放大到足够大，总能用直线拟合一小段曲线，然后就能用卷尺测量这段直线的长度，再将各段直线长度相加，就可以得出波浪的长度。这样做实质上是把曲线看作数学上的函数，在一小段范围内取一阶泰勒展开，近似为直线，然后求和总长度。但分形曲线是处处不可微的，如果尝试使用直线去拟合分形曲线，如科赫雪花曲线，缩放的过程永远不会停止，因为曲线图案的重复模式总会不断地出现，每次缩放，都需要使用更小的卷尺来贴合曲线。

## 历史

謝爾賓斯基三角形的動畫表示，只顯示出無限遞迴的最初九次

謝爾賓斯基三角形可由分形树产生

分形的历史可以从主要理论的研究追溯到现代计算机图形学中的应用，在这个过程中有几个著名的人物对典型的分形形式做出了贡献。根据Pickover的说法，17世紀時，數學家兼哲學家萊布尼茨思考過遞迴的自相似，分形的數學從那時開始漸漸地成形（雖然他誤認只有直線會自相似）。在他的著作中萊布尼茨使用了“分形指数”这个术语，但遗憾的是“几何”还不知道它们:405。根据不同史书的记载，在这之后，很少再有数学家尝试解决这些问题。已有的工作也模糊不清，主要的原因是人们对不熟悉新兴概念的抵触，这些概念有时被称为数学“怪物”。
因此直到两个世纪之后，1872年7月18日卡尔·魏尔斯特拉斯才在皇家普鲁士科学院给出分形的第一个定义：分形是一种具有处处连续，但又处处不可微等反直觉性质的函数图形:7。另外，随着求和计算值的增加，函数的导数变得任意大。不久之后，1883年，参加过魏爾施特拉斯课程的格奧爾格·康托爾也給出一個具有不尋常性質的例子：實直線上的子集——康托爾集，现在也被認為是分形:11–24。同样的，在那个世纪的末尾，菲利克斯·克莱因和儒勒·昂利·庞加莱也提出了一种称为“自逆”分形的分形:166。
分形发展的一个里程碑在1904年，当时海里格·馮·科赫不滿意魏爾施特拉斯那抽象和基于分析的定義，它扩展了庞加莱的定义，給出了更加幾何化的定義并附上了一個類似函數的手绘图形，今天稱之為科赫雪花:25。另一个里程碑在十年之后，1915年瓦茨瓦夫·謝爾賓斯基构造出了謝爾賓斯基三角形；隔年，又造出了謝爾賓斯基地毯。1918年，两名法国数学家皮埃爾·法圖和加斯東·茹利亞通过各自独立的工作，基本上同时得出了描述複數映射以及函数迭代相关分形行为的结果，并由此引出了之后关于奇异吸引子的想法。吸引子理论之后在分形理论中占有十分重要的地位。在这项巩固走发表之后不久，1918年3月，费利克斯·豪斯多夫扩展了“维数”的定义，允许几何具有非整数维数，这对分形定义的发展意义重大。1938年，保羅·皮埃爾·萊維在他的論文《平面、空间曲线和由与整体自相似部件组成的曲面》中將自相似曲線的概念更進一步地推進，他在文中描述了一個新的分形曲線－萊維C形曲線。
1960年代，本華·曼德博開始研究自相似，且在路易斯·弗萊·理查德森之前工作的基礎上，寫下一篇論文《英國的海岸線有多長？統計自相似和分數維度》。最終，曼德博在1975年提出了「分形」一詞，來標記一個豪斯多夫-贝西科维奇維數大於拓扑维数的物件。曼德博以顯著的電腦绘制圖像來描繪此一數學定義，這些圖像征服了大眾的想像；它們中許多都基於递归，導致了大眾對術語「分形」的通俗理解。
不同的研究者推测，由于缺乏现代计算机图形学的帮助，早期的研究人员受限于工具，只能手绘图形。因此缺乏可视化分形之美的手段，也无法欣赏它们发现的许多分形模式的含义。如茱莉亚集，通过几次迭代，只能可视化为非常简单的图形:179。这种情况在20世纪60年代得到了改观，当时本華·曼德博正开始写他基于刘易斯·弗莱·理查森早期工作的论文：《英國的海岸線有多長？統計自相似和分數維度》。1975年，曼德博将数百年来关于分形的构思与发展固化在“分形”一词上，并用高超的计算机可视化构造来说明他的数学定义。这些图像，包括他定义的曼德博集合，抓住了大众的想象力。其中的很多图形都是基于递归的，这也让“分形”一词具有了现在的含义。
1980年，洛伦·卡彭特在计算机图形学顶级年会SIGGRAPH上发表了一次演讲，演讲中他介绍了他基于分形理论开发的用于产生风景的软件。

## 特徵
分形一般有以下特質：
- 在任意小的尺度上都能有精細的結構；
- 太不規則，以致无论是其整体或局部都難以用傳統歐氏幾何的語言來描述；
- 具有（至少是近似的或统计的）自相似形式；
- 一般地，其“分形维数”（通常為豪斯多夫維數）會大於拓扑维数（但在空間填充曲線如希爾伯特曲線中為例外）；
- 在多數情況下有著簡單的遞歸定義。

因為分形在所有的大小尺度下都顯得相似，所以通常被認為是無限複雜的（以不严谨的用詞來說）。自然界裡一定程度上類似分形的事物有雲、山脈、閃電、海岸線、雪片、植物根、多種蔬菜（如花椰菜和西蘭花）和動物的毛皮的圖案等等。但是，並不是所有自相似的東西都是分形，如實直線雖然在形式上是自相似的，但卻不符合分形的其他特質，比如說它能被傳統的歐氏幾何語言所描述。
分形的圖像可以用碎形生成軟件作出。儘管用此類軟件生成的圖像並不具備上述分形的特徵，比如說存在放大後無上述特徵的局部區域，但是這些圖像通常仍然被稱為分形。而且這些圖像可能含有由計算或顯示造成的人為偏差——一些不屬於分形的特徵。

## 示例
一類分形的典型例子有：康托爾集、謝爾賓斯基三角形和地毯、門格海綿、龍形曲線、皮亚诺曲线和科赫曲線。其他的例子包括李亞普諾夫碎形及克萊因群的極限集。分形可以是確定性的，如上述所有的分形；也可以是隨機的（即非確定性的）。比如說，平面上布朗運動的軌跡的豪斯多夫維數等於2。
混沌動力系統有時候會和分形聯繫起來。動力系統的相空間中的對象可以是分形（參見吸引子），一族系統的參數空間中的對象也可以是分形。一個有意思的例子就是曼德博集。這個集合包含很多完整的圓盤，所以它的豪斯多夫維數等於它的拓扑維數2；但是真正令人驚訝的是，曼德博集的邊界的豪斯多夫維數也是2（而拓扑維數是1），這個結果由宍倉光廣（Mitsuhiro Shishikura）在1991年证明。一个与曼德博集紧密相关的分形是朱利亚集。

## 造法
四個製造分形的一般技術如下：
- 逃逸時間分形：由空間（如複平面）中每一點的遞迴關係式所定義，例如曼德博集合、茹利亚集合、火燒船碎形（英语：Burning Ship fractal）、牛顿分形和李亞普諾夫碎形（英语：Lyapunov fractal）等。由一次或兩次逃逸時間公式的迭代生成的二維向量場也會產生分形，若點在此一向量場中重複地被通過。
- 迭代函數系統：使用固定的幾何替代規則生成分形，得到的结果可能是随机的或确定的[44]。Haferman地毯[45]、康托爾集、謝爾賓斯基三角形、謝爾賓斯基地毯、皮亚诺曲线、科赫雪花、龍形曲線、T-方形分形（英语：T-square (fractal)）、門格海綿等都是此類分形的一些例子。
- 隨機分形：由隨機而無確定過程產生，如布朗運動的軌跡、萊維飛行（英语：Lévy flight）、碎形風景（英语：Fractal landscape）和布朗樹（英语：Brownian tree）等。後者會產生一種稱之為樹狀分形的分形，如擴散限制聚集（英语：Diffusion-limited aggregation）或反應限制聚集束[7]。
- 奇異吸引子：以一個映射的迭代或一套會顯出混沌的初值微分方程所產生。

## 分類
分形也可以依據其自相似來分類，有如下三種：
- 精確自相似：這是最強的一種自相似，分形在任一尺度下都顯得一樣。由迭代函數系統定義出的分形通常會展現出精確自相似來。
- 半自相似：這是一種較鬆的自相似，分形在不同尺度下會顯得大略（但非精確）相同。半自相似分形包含有整個分形扭曲及退化形式的縮小尺寸。由遞迴關係式定義出的分形通常會是半自相似，但不會是精確自相似。
- 統計自相似：這是最弱的一種自相似，這種分形在不同尺度下都能保有固定的數值或統計測度。大多數對「分形」合理的定義自然會導致某一類型的統計自相似（分形维数本身即是個在不同尺度下都保持固定的數值測度）。隨機分形是統計自相似，但非精確及半自相似的分形的一個例子。

## 應用
如上所述，隨機分形可以用來描述許多高度不規則的現實世界的物件。其他分形的應用亦包括：
- 醫學中病理組織（英语：Histopathology）切片的歸類
- 碎形風景（英语：Fractal landscape）或海岸線複雜性
- 酵素/酵素學（米曼氏動力學）
- 製作新音樂
- 製作許多的藝術形式
- 复杂网络分析[47]
- 信号及图像压缩
- 地震學
- 土壤力學
- 電腦及電視遊戲設計，尤其是有機背景的CG和部份的過程生成
- 斷口分析和斷裂力學
- 碎形天線（英语：Fractal antenna）－使用分形形狀的小尺寸天線
- 小角度X光散射（英语：Small-angle X-ray scattering）
- 新嬉皮T恤和其他的時尚服飾
- 偽裝圖樣的製作，如MARPAT（英语：MARPAT）
- 數位日晷
- 價格序列的技術分析（見艾略特波浪理論）

## 软件
- Apophysis（软件）（英语：Apophysis）
- Ultra Fractal（英语：Ultra Fractal）
- Visions of Chaos [48]

### 引用
1. 张幼青.  (PDF). 国立台湾大学: 台大物理系系學生學會. : 30  [2018-07-11]. （原始内容存档 (PDF)于2020-12-13） （中文（臺灣））. 碎形學是門新興的科學，最近才廣受人們注意
2. 1 2 3 4 5 6 7 8 9 10 11 12 13 14 15  Mandelbrot, Benoit B.  [自然界中的分形几何]. New York: W.H. Freeman. August 15, 1982. ISBN 978-0716711865. OCLC 770509703 （英语）.
3. 1 2  Boeing, Geoff.  [非线性动力系统的可视化分析:混沌、分形、自相似和极限预测]. Systems. 2016-11-13, 4 (4): 37  [2018-07-18]. doi:10.3390/systems4040037. （原始内容存档于2016-12-03） （英语）.
4. 1 2  Gouyet, Jean-François.  [物理学与分形结构]. Paris/New York: Masson Springer. 1996: 234  [2018-07-18]. ISBN 978-0-387-94153-0. OCLC 35005596. （原始内容存档于2010-06-18） （英语）.
5. 1 2 3 4  Falconer, Kenneth.  [分形几何：数学基础与应用]. John Wiley & Sons. 2003. xxvNovember 7, 2003. ISBN 0470848626 （英语）.
6. 1 2 3  Briggs, John.  [分形：混沌的模式]. London: Thames and Hudson. 1992: 148. ISBN 0-500-27693-5 （英语）.
7. 1 2 3 4 5 6  Vicsek, Tamás.  [分形增长现象]. Singapore/New Jersey: World Scientific. 1992: 31; 139–146. ISBN 978-981-02-0668-0 （英语）.
8. 1 2 3 4  Albers, Donald J.; Alexanderson, Gerald L. .  [数学人：简介和采访]. Wellesley, MA: AK Peters. 2008: 214. ISBN 978-1-56881-340-0 （英语）.
9. 1 2  Mandelbrot, Benoit B.  [混沌与分形]. Berlin: Springer. 2004: 38. ISBN 978-0-387-20158-0 （英语）. A fractal set is one for which the fractal (Hausdorff-Besicovitch) dimension strictly exceeds the topological dimension
10. 1 2 3 4 5  Gordon, Nigel.  [分形几何简介]. Duxford: Icon. 2000: 71. ISBN 978-1-84046-123-7 （英语）.
11. ↑  Segal, S. L. . The Mathematical Intelligencer. June 1978, 1 (2): 81–82. ISSN 0343-6993. doi:10.1007/BF03023065 （英语）.
12. 1 2 3 4 5 6 7 8  Edgar, Gerald A.  [经典的分形]. Boulder, CO: Westview Press. 2004. ISBN 978-0-8133-4153-8 （英语）.
13. 1 2 3 4 5 6 7 8 9  Trochet, Holly. . MacTutor History of Mathematics. February 2009  [2018-07-18]. （原始内容存档于2012-02-04） （英语）.
14. ↑  Mandelbrot, Benoit. . 2006 Ig Nobel Awards. Improbable Research. 2006  [2018-07-18]. （原始内容存档于2020-12-02） （英语）. beautiful, damn hard, increasingly useful. That's fractals.
15. ↑  Feder, Jens.  [分形]. Boston: Springer Science & Business Media. 2013: 11. ISBN 978-1-4899-2124-6. OCLC 858017528. doi:10.1007/978-1-4899-2124-6 （英语）. A fractal is a shape made of parts similar to the whole in some way.
16. ↑  Edgar, Gerald.  [测度、拓扑与分形几何]. Springer Science & Business Media. 2008: 7. ISBN 978-0-387-74749-1. ISSN 0172-6056. OCLC 1012541434. doi:10.1007/978-0-387-74749-1 （英语）. ...to use fractal without a pedantic definition, to use fractal dimension as a generic term applicable to all the variants.
17. ↑  Peters, Edgar E.  [资本市场的混沌和秩序：一种关于周期、价格和市场波动的新观点 (第二版)]. New York: Wiley. 1996-08-30. ASIN B01FGN6ZUE. ISBN 0-471-13938-6. OCLC 318177899 （英语）.
18. ↑  Krapivsky, P. L.; Ben-Naim, E.  [随机分形中的多尺度]. Physics Letters A. 26 December 1994, 196 (3-4): 168-172. Bibcode:1994PhLA..196..168K. doi:10.1016/0375-9601(94)91220-3 （英语）.
19. ↑  Hassan, M. K.; Rodgers, G. J.  [碎片和随机分形的模型] (PDF). Physics Letters A. 20 November 1995, 208 (1-2): 95-98  [2018-07-18]. Bibcode:1995PhLA..208...95H. doi:10.1016/0375-9601(95)00727-k （英语）.
20. ↑  Hassan, M. K.; Pavel, N. I.; Pandit, R. K.; Kurths, J.  [二元康托集及其动力学和随机副本]. Chaos, Solitons & Fractals. March 2014, 60: 31–39. Bibcode:2014CSF....60...31H. arXiv:1401.0249 . doi:10.1016/j.chaos.2013.12.010 （英语）.
21. ↑  Tan, Can Ozan; Cohen, Michael A.; Eckberg, Dwain L.; Taylor, J. Andrew.  [人类心脏周期变化的分形特性：生理学与方法论的意义]. The Journal of Physiology (pdf). 30 July 2009, 587 (15): 3929-3941. PMC 2746620 . PMID 19528254. doi:10.1113/jphysiol.2009.169219 （英语）.
22. ↑  Buldyrev, Sergey V.; Goldberger, Ary L.; Havlin, Shlomo; Peng, Chung-Kang; Stanley, H. Eugene. . Bunde, Armin; Havlin, Shlomo  (编).  [科学中的分形]. Springer. 1995  [2018-07-18]. （原始内容存档于2020-10-01） （英语）.
23. ↑  Liu, Jing Z.; Zhang, Lu D.; Yue, Guang H.  [用磁共振成像测量人小脑的分形维数]. Biophysical Journal. 2003, 85 (6): 4041–4046. Bibcode:2003BpJ....85.4041L. PMC 1303704 . PMID 14645092. doi:10.1016/S0006-3495(03)74817-6 （英语）.
24. ↑  Karperien, Audrey L.; Jelinek, Herbert F.; Buchan, Alastair M.  [精神分裂症、阿尔茨海默病和情感障碍的小胶质细胞盒计数分析]. Fractals. 2008, 16 (2): 103. doi:10.1142/S0218348X08003880 （英语）.
25. ↑  Jelinek, Herbert F.; Karperien, Audrey; Cornforth, David; Cesar, Roberto; Leandro, Jorge de Jesus Gomes.  [基于L-系统的神经建模方法]. Sarker, Ruhul  (编).  [研讨会论文集：第六届澳大利亚-日本智能与进化系统联合研讨会]. University of New South Wales. 2002  [February 3, 2012]. ISBN 9780731705054. OCLC 224846454. （原始内容存档于2020-12-02） （英语）. Event location: Canberra, Australia
26. ↑  Hu, Shougeng; Cheng, Qiuming; Wang, Le; Xie, Shuyun. . Applied Geography. 城市住宅用地价格在空间和时间上的多重分形特征, 34: 161–170 (May 2012). doi:10.1016/j.apgeog.2011.10.016 （英语）.
27. ↑  Karperien, Audrey; Jelinek, Herbert F.; Leandro, Jorge de Jesus Gomes; Soares, João V. B.; Cesar Jr, Roberto M.; Luckie, Alan.  [临床实践中的增生性视网膜病变自动检测]. Clinical ophthalmology (Auckland, N.Z.). 2008, 2 (1): 109–122. PMC 2698675 . PMID 19668394. doi:10.2147/OPTH.S1579 （英语）.
28. ↑  Losa, Gabriele A.; Nonnenmacher, Theo F.  [生物医药中的分形]. Springer. 2005  [2018-07-18]. ISBN 978-3-7643-7172-2. （原始内容存档于2020-12-02） （英语）.
29. ↑  Vannucchi, Paola; Leoni, Lorenzo.  [哥斯达黎加滑脱的结构特征：地震引起流体脉动的证据]. Earth and Planetary Science Letters. 2007, 262 (3–4): 413. Bibcode:2007E&PSL.262..413V. doi:10.1016/j.epsl.2007.07.056 （英语）.
30. ↑  Wallace, David Foster. . Kcrw.com.   [2018-07-18]. （原始内容存档于2017-12-06） （英语）.
31. ↑  Eglash, Ron. . New Brunswick: Rutgers University Press. 1999  [2018-07-18]. （原始内容存档于2018-01-03） （英语）.
32. ↑  Ostwald, Michael J.; Vaughan, Josephine.  [建筑中的分形维数]. Cham: Birkhäuser. 2016. ISBN 9783319324265. OCLC 958385733. doi:10.1007/978-3-319-32426-5 （英语）.
33. ↑  Morrison, Andrew Stumpff.  [法律是一种分形：预测一切的尝试]. Loyola University Chicago Law Journal (Loyola University Chicago Law Journal). March 1, 2013, 44: 649-681. SSRN 2157804  （英语）.
34. ↑  Brothers, Harlan J.  [巴赫第三无伴奏大提琴组曲中的结构尺度]. Fractals. 2007, 15 (1): 89–95. doi:10.1142/S0218348X0700337X （英语）.
35. ↑  Baranger, Michael.  (PDF).   [2018-07-18]. （原始内容存档 (PDF)于2016-03-18） （英语）.
36. 1 2  Pickover, Clifford A. . Sterling. 2009: 310. ISBN 978-1-4027-5796-9.
37. ↑  . www-history.mcs.st-and.ac.uk.   [2017-04-11]. （原始内容存档于2019-10-22）.
38. ↑  The original paper, Lévy, Paul. . Journal de l'École Polytechnique. 1938: 227–247, 249–291., is translated in Edgar, pages 181–239.
39. ↑  Mandelbrot, B. . Science. 1967, 156 (3775): 636–638. Bibcode:1967Sci...156..636M. PMID 17837158. doi:10.1126/science.156.3775.636.
40. ↑  Batty, Michael. . New Scientist (Holborn). April 4, 1985, 105 (1450): 31.
41. ↑  Russ, John C.  1. Springer. 1994: 1  [2011-02-05]. ISBN 978-0-306-44702-0.
42. ↑  kottke.org. 2009. Vol Libre, an amazing CG film from 1980. [online] Available at: http://kottke.org/09/07/vol-libre-an-amazing-cg-film-from-1980 （页面存档备份，存于）
43. ↑  Falconer, Kenneth. . John Wiley & Sons, Ltd. 2003: xxv. ISBN 978-0-470-84862-3.
44. ↑  Frame, Angus. . Pickover, Clifford A.  (编). . Elsevier. August 3, 1998: 349–351  [February 4, 2012]. ISBN 978-0-444-50002-1. （原始内容存档于2020-12-02）.
45. ↑  Wolfram, Stephen. . from Wolfram Alpha: Computational Knowledge Engine, Wolfram Research. （原始内容存档于2020-10-25） （英语）.
46. ↑  .   [2007-10-21]. （原始内容存档于2007-10-12）.
47. ↑  Xiao, Xiongye; Chen, Hanlong; Bogdan, Paul. . Scientific Reports. 2021-12, 11 (1): 22964. doi:10.1038/s41598-021-02203-4.
48. ↑  Rampe, Jason. . softology.com.au.   [2018-07-10]. （原始内容存档于2020-11-12）.